# Gelasma cowani
Gelasma cowani là một loài bướm đêm trong họ Geometridae.